# Нет сильнее любви (фильм, 1958)
«Нет сильнее любви» (яп. 絶唱: зэссё; англ. No Greater Love) — японский чёрно-белый фильм-мелодрама 1958 года. Фильм поставил режиссёр Эйсукэ Такидзава на основе произведения писателя Кэндзи Ооэ. Эта популярная красивая история любви вдохновляла кинематографистов трижды. Фильм Такидзавы является первой адаптацией, впоследствии произведение писателя было адаптировано для кино в 1966 и в 1975 годах (режиссёром обеих последующих постановок был Кацуми Нисикава).

## Сюжет
История нежной любви сына богатого помещика Дзюнкити и дочери лесника Каюки, которые вопреки воле родителей, решили соединить свою судьбу. Ни война, ни годы разлуки не убили эту любовь. Её оборвала лишь трагическая смерть Каюки.

## В ролях
- Акира Кобаяси — Дзюнкити
- Рурико Асаока — Каюки
- Сёдзи Ясуи — Отани
- Минако Кацуки — Михоко Хасимото
- Эйдзиро Янаги — Собэй Сонода
- Исаму Косуги — Сёдзо
- Хисако Яманэ — Сато
- Томоко Така — Маса
- Кэндзи Каваи — Сано
- Такаси Косиба — Сасамото
- Дзюн Кидзаки — Танака
- Такаси Номура — Моримото
- Масахиро Киносита — Ёсивара
- Кэн Мицуда — Хэйкитиро Хасимото

## Премьеры
- — национальная премьера фильма состоялась 15 октября 1958 года[1].
- — фильм демонстрировался в кинопрокате СССР с июля 1962 года (с 13 августа — в Ленинграде, с 24 сентября — в Москве). Дублирован на к/ст «Мосфильм» в 1961 году.[комм. 1][2].

## Комментарии
1. ↑  В советском прокате фильм демонстрировался с июля 1962 года, р/у Госкино СССР № 1218/61 (до 31 октября 1971 года) — опубликовано: «Аннотированный каталог фильмов действующего фонда: Художественные фильмы», М.: «Искусство»-1963, С. 206.